# Uschi Karnat
Ursula „Uschi“ Karnat (* 3. März 1952 in Castrop-Rauxel; Pseudonym Sandra Nova) ist eine deutsche Schauspielerin und ehemalige Pornodarstellerin.

## Leben
Nach einer Ausbildung zur Kosmetikerin trat Uschi Karnat 1971 zum ersten Mal in Jürgen Rolands halbdokumentarischem Film St. Pauli-Report vor die Kamera. Es folgten Auftritte in diversen Softpornos wie dem 9. Teil des Schulmädchen-Reports, bevor Karnat ins Hardcore-Fach wechselte. Den Höhepunkt ihrer Karriere als Pornodarstellerin markieren die Titelrollen in drei Anfang der 1980er Jahre gedrehten Pornospielfilmen: in der dritten und vierten Fortsetzung von Josefine Mutzenbacher – Wie sie wirklich war (1982) und in Katharina und ihre wilden Hengste (1983). Kurzfilme eingeschlossen, wirkte Karnat rund zwanzig Jahre lang in etwa 150 in- und ausländischen Produktionen mit. Bis Ende der 1990er Jahre moderierte sie danach Zusammenschnitte von Pornofilmen auf Video.
Seit ihrem Abschied aus der Pornobranche tritt Karnat gelegentlich als Statistin bei Fernsehproduktionen auf, zum Beispiel in den Serien Der Bulle von Tölz und Dr. Stefan Frank – Der Arzt, dem die Frauen vertrauen.

## Filmografie (Auswahl)
- 1971: Jürgen Roland’s St. Pauli-Report
- 1974: Bohr weiter, Kumpel
- 1974: Der kleine Dicke mit dem großen Langen
- 1975: Mädchen ohne Männer
- 1975: Schulmädchen-Report. 9. Teil: Reifeprüfung vor dem Abitur
- 1975: Tam-Tam-Film Nr. 1 – Das Appartment-Haus
- 1975: Urlaub bis zum letzten Tropfen
- 1976: Weiße Haut und schwarze Schenkel
- 1976: Vergewaltigt
- 1976: Adam & Eva – Mädchen, die es gerne machen
- 1976: Zwei geile Hirsche auf der Flucht
- 1977: Reise ins Orgasmusland
- 1977: Hotel 'Zur scharfen Muschi'
- 1978: Rosie Nimmersatt
- 1979: Italienische Früchtchen
- 1979: Libidomania – Alle Abarten dieser Welt
- 1980: Die Superbumser
- 1981: Mädchen jung und lüstern
- 1981: Die Sexmafia - Die Entjungferungsorgie
- 1982: Heiße Höschen
- 1982: Josefine Mutzenbacher – Wie sie wirklich war, Teil 3 und 4
- 1983: Katharina und ihre wilden Hengste – Katharina II.
- 1983: Flotte Biester auf der Schulbank
- 1983: Der Frauenarzt vom Place Pigalle
- 1983: Liebe im Sextett
- 1983: Katharina und ihre wilden Hengste, Teil 2 – Katharina, die Sadozarin
- 1984: Rasputin – Orgien am Zarenhof
- 1984: Heiße Bräute auf der Schulbank
- 1985: Inside Marilyn
- 1985: The Backdoor Club
- 1985: Foxy Lady
- 1986: Kasimir, der Erfinder
- 1990: High Score
- 1992: Im Wald und auf der Heidi
- 1992: Specialklinik Frau Dr. Kukumber Teil 1 bis 6 (1992–1993)
- 2005: Der Bulle von Tölz: Liebesleid